# Hvidovre Kommune
Hvidovre Kommune [ˈviðɔu̯ʁə] ist eine dänische Kommune in der Region Hovedstaden. 
Hvidovre ist ein südwestlicher Vorort von Kopenhagen. Mit der S-Bahn ist er neun Minuten vom Zentrum der dänischen Hauptstadt entfernt. Administrativ gehört Hvidovre zur Region Hovedstaden und ist Bestandteil der Hauptstadtregion Hovedstadsområdet. 
Die Kommune ist 22,90 km² groß und hat 53.760 Einwohner (Stand 1. Januar 2025). Sie gehörte vor 1970 zur Harde Smørum Herred im Københavns Amt und wurde mit der dänischen Verwaltungsreform 1970 eine eigene Kommune im verkleinerten Københavns Amt. 1974 wurde Avedøre Sogn, das bis dahin zur Glostrup Kommune gehört hatte, in die Hvidovre Kommune überführt. Bei der Kommunalreform 2007 wurde die Hvidovre Kommune der Region Hovedstaden zugeordnet.
Im Jahr 1929 wurde in Hvidovre ein 3500 Jahre altes Schwert aus der Bronzezeit ausgegraben. Die Stadt ist Sitz des größten dänischen Solarunternehmens Gaia Solar. In Hvidovre befinden sich die Filmstudios und der Hauptsitz der dänischen Filmproduktionsfirma Zentropa sowie mit dem Hvidovre Stadion die Heimspielstätte des Fußballvereins Hvidovre IF. Zudem entwickelt das Raumfahrtunternehmen Orbex dort Raketentriebwerke.

## Gemeinden in der Kommune
In der Kommune befinden sich folgende Kirchspielsgemeinden (dän.: Sogn):
| Nr. | Kirchspiel       | Einwohner |
| --- | ---------------- | --------- |
| 2   | Avedøre Sogn     | 16.159    |
| 1   | Hvidovre Sogn    | 10.600    |
| 3   | Risbjerg Sogn    | 11.734    |
| 4   | Strandmarks Sogn | 15.237    |

## Einwohnerzahl

Hvidovre
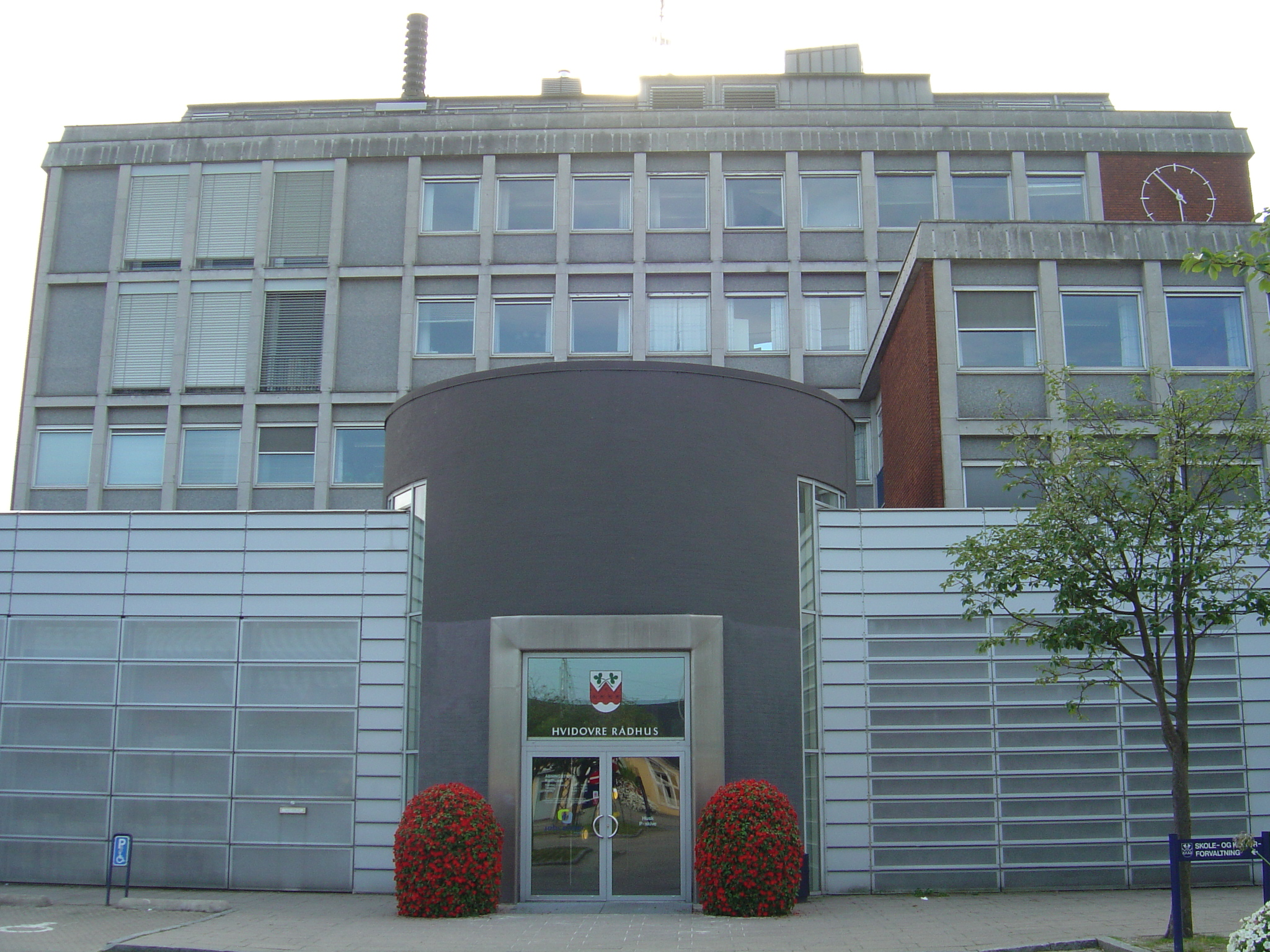
Rathaus
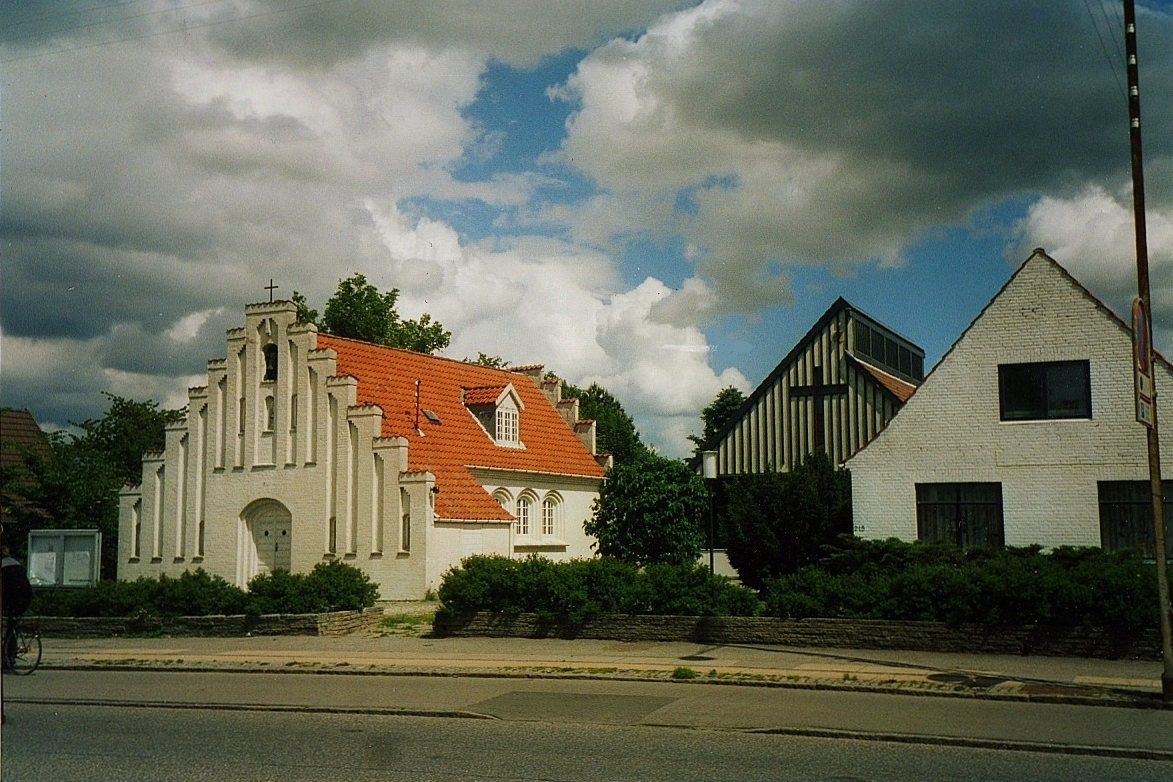
Broholmkirken
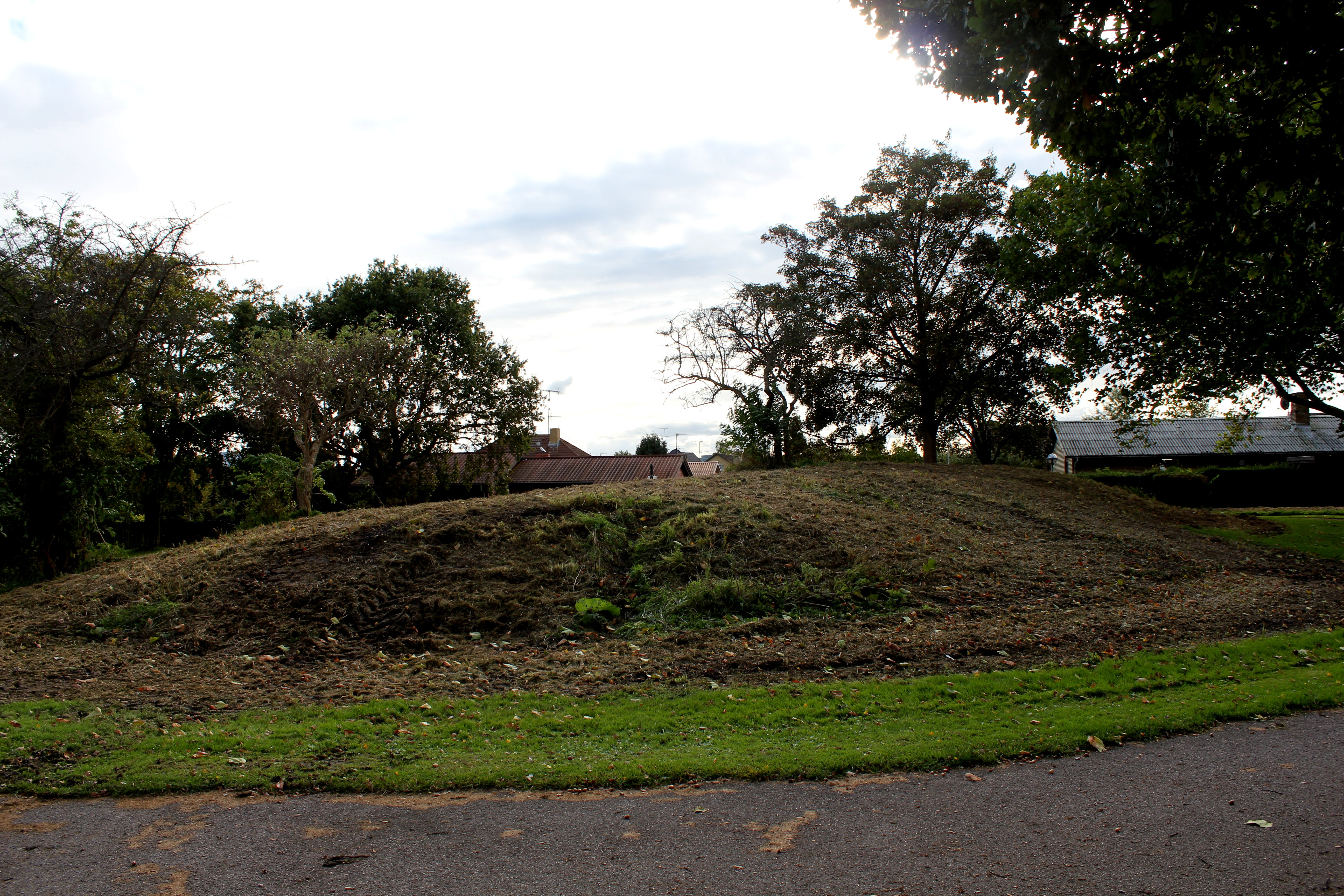
Langhøj
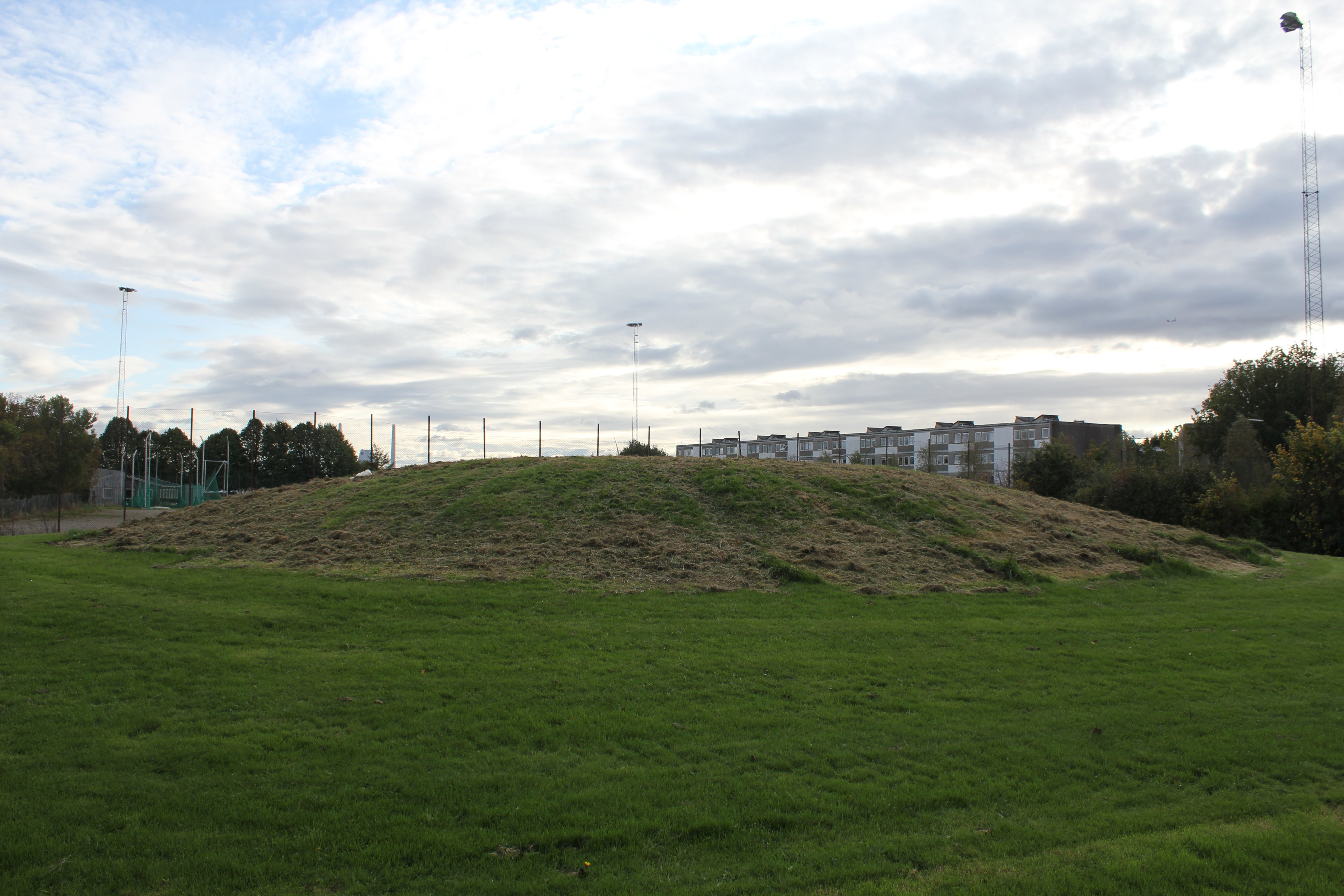
Simonshøj

Entwicklung der Einwohnerzahl (1. Januar):
- 1980 – 50.608
- 1985 – 50.350
- 1990 – 48.748
- 1995 – 48.675
- 1999 – 49.171
- 2000 – 49.270
- 2003 – 49.829
- 2005 – 49.863
- 2010 – 49.724
- 2025 – 53.760

- Hvidovre
- Rathaus
- Broholmkirken
- Langhøj
- Simonshøj

## Söhne und Töchter
- Hanne Rømer (* 1949), Fusion- und Jazzmusikerin
- Lotte Rømer (* 1950), Singer-Songwriter
- Ole Rømer (* 1954), Fusion- und Jazzmusiker
- King Diamond (* 1956), Sänger bei Mercyful Fate und dem gleichnamigen Soloprojekt
- Lars Krogh Jeppesen (* 1979), Handballspieler
- Thomas Kahlenberg (* 1983), Fußballspieler
- Sebastian Svärd (* 1983), Fußballspieler
- Daniel Agger (* 1984), Fußballspieler
- Mikkel Poulsen (* 1984), Curler
- Kasper Lorentzen (* 1985), Fußballspieler
- Jonathan Richter (* 1985), Fußballspieler
- Simon Richter (* 1985), Fußballspieler
- Ken Ilsø (* 1986), Fußballspieler
- Monika Rubin (* 1987), Politikerin
- Martin Spelmann (* 1987), Fußballspieler
- Nicolaj Agger (* 1988), Fußballspieler
- Rasmus Stjerne (* 1988), Curler
- Morten Dahlin (* 1989), Politiker (Venstre) und Minister
- Line Myers (* 1989), Handballspielerin
- Patrick Clausen (* 1990), Radrennfahrer
- Jannik Vestergaard (* 1992), dänisch-deutscher Fußballspieler
- Christoffer Remmer (* 1993), Fußballspieler
- Leonora Demaj (* 1997), Handballspielerin
- Frederik Alves (* 1999), Handballspielerin
- Jonas Wind (* 1999), Fußballspieler
- Julie Kepp Jensen (* 2000), Schwimmerin
- Mohamed Daramy (* 2002), Fußballspieler

## Partnerstädte
Hvidovre hat folgende Partnerstädte:
- Schweden: Sollentuna
- Finnland: Tuusula
- Norwegen: Oppegård
- Polen: Rydułtowy